# Ozarba hoffmanni
Ozarba hoffmanni là một loài bướm đêm trong họ Noctuidae.